# Chronologie du Front de libération du Québec
Chronologie du Front de libération du Québec, de la fondation du FLQ au début des années 1960 à la parution des rapports des commissions d'enquêtes au début des années 1980.

## 1962
- Le 1er juillet, Jacques Giroux, futur membre du Premier réseau, écrit a la peinture « Je suis séparatiste. » sur le monument de Sir John A. Macdonald au square Dominion à Montréal[1].
- Le 31 octobre, fondation du Comité de libération nationale par Jacques Désormaux[N 1], Jacques Lucques, alias Jacques Latour[N 2], Robert Aubin[N 3] et Philippe Bernard.
- En novembre, fondation du Réseau de résistance par 24 membres du Rassemblement pour l'indépendance nationale (R.I.N.) lors d'une réunion au domicile du nouveau président de l'exécutif régional de Montréal Rodrigue Guité[2].
- Le dimanche suivant la première réunion, des membres du Réseau de résistance peinture des affiches unilingues anglaises avec des Québec libre et jettes à la poubelle plusieurs Red Ensign et drapeau du Royaume-Uni à Saint-Sauveur[2].

## 1963

### Février
- Le 23 février, un cocktail Molotov est jeté dans une fenêtre du poste de radio de langue anglaise CKGM de Montréal[3]. Le Réseau de résistance revendique l'attentat
- Fin février, fondation du Front de libération du Québec (FLQ) par Gabriel Hudon, Georges Schoeters et Raymond Villeneuve, qui se sont connus par l'intermédiaire du Réseau de résistance[4],[5].

### Mars
- Nuit du 7 au 8 mars, trois casernes militaires situées à Montréal et Westmount sont attaquées simultanément à la  bombes incendiaires[6],[4].
- Mi-mars, premier vol de dynamite sur un chantier de construction du métro de Montréal suivie d'un autre sur l'emplacement de la future station Laurier[7].

### Avril
- Le 1er avril, explosion de trois bombes; à l'édifice de l'Impôt fédéral, à la gare centrale de Montréal et sur une voie ferrée appartenant au CN[6]. L'attentat sur cette voie ferrée est découvert avant le passage du train transportant à son bord John Diefenbaker, premier ministre du Canada. « Is this Ireland? » s'exclamera le premier ministre en apprenant la nouvelle.
- Le 6 avril, 24 bâtons de dynamite sont posés au pied la tour de transmission de Radio-Canada située sur le mont Royal. Une défectuosité technique empêche l'explosion[8].
- Le 12 avril, opération conjointe de la Gendarmerie royale du Canada (GRC) et de la police de Montréal[9]. Des dizaines de perquisitions sont effectuées contre des militants indépendantistes. Une vingtaine personnes sont arrêtées, détenus et interrogées dont Raoul Roy, Édouard Cloutier et Jacques Lucques[9]. L'événement est surnommé la « razzia du Vendredi saint »[9].
- Le 16 avril, publication du premier manifeste du FLQ, intitulé Message du FLQ à la Nation.
- Le 19 avril, le Rassemblement pour l'indépendance nationale et l'Action socialiste pour l'indépendance du Québec (dont plusieurs membres ont été arrêtés le 12) manifestent devant le quartier général de la Gendarmerie royale du Canada à Westmount[9]. La police charge la foule, il y a des blessés[9].
- Nuit du 19 au 20 avril, une bombe explose contre un mur du quartier général de la gendarmerie royale du Canada à Westmount[9].
- La Nuit du 20 au 21 avril, Wilfred O'Neil, gardien de nuit au Centre de recrutement de l'Armée canadienne à Montréal est tué par l'explosion d'une bombe[10],[11],[4].

### Mai
- Le 3 mai, une bombe explose à l'édifice des anciens combattants de la Légion royale canadienne à Saint-Jean-sur-Richelieu[10]. Une autre est trouvée et désamorcée au bureau central des postes à Montréal[10] Une bombe, qui n'est pas amorcée, est déposée, a l'initiative de François Mario Bachand, au siège social de l'entreprise d'exploitation minière Solbec Copper[10],[5].
- Le 7 mai, la ville de Montréal offre 10 000 $ à quiconque fournira des renseignements menant à la capture de felquistes[12].
- La Nuit du 9 au 10 mai, une charge de dynamite explose contre un mur de la caserne du régiment des BlackWatch à Montréal[13],[14].
- Le 13 mai, une bombe explose à l'Unité des services techniques de l'Aviation royale canadienne située à Mont-Royal[13].
- Le 16 mai, un engin explosif saute à proximité des réservoirs de la raffinerie Golden Eagle situés à Pointe-aux-Trembles[13].
- La Nuit du 16 au  17 mai, le FLQ place dix bombes dans dix boîtes aux lettres résidentielles du quartier huppé de Westmount[12]. Chaque bombe est faite de quatre bâtons de dynamite. Cinq des dix bombes explosent vers 3h00[13]. Walter Leja, sergent-major de l'Armée canadienne perd un un bras en essayant de désamorcer un des engins explosifs[12],[15].
- Le 19 mai, le gouvernement du Québec offre 50 000 $ à quiconque sera en mesure de fournir des renseignements menant à la capture de membres du FLQ[12].
- Le 20 mai, jour de célébration du Victoria Day, 75 bâtons de dynamite explosent contre un mur de la salle d'armes du 1er bataillon des services techniques de l'Armée canadienne à Montréal (surnommé « opération Chénier » en l'honneur de Jean-Olivier Chénier)[12].

### Juin
- Le 1er juin :
  - Les huit principaux leader du FLQ se réunissent à l'appartement de Denis Lamoureux , le responsable de la propagande du FLQ, afin de discuter réorganisation et expansion[12]. On planifie la création d'un comité central et de diviser le mouvement en deux sections : une section politique, le FLQ, et une section militaire, l'Armée de libération du Québec (ALQ)[12]. Un participant à la réunion, Jean-Jacques Lanciault, travaille pour la police et touchera la prime de 60 000 $ de la ville de Montréal pour sa dénonciation.
  - Grâce aux informations de Jean-Jacques Lanciault, les forces policières arrêtent 23 militants[N 4] début juin et démantèlent le premier réseau du FLQ[16].

- Le xx juin, Bernard Smith, Jean-Marc Léger, Pierre de Bellefeuille, André Morel, Marcel Rioux, Michel Chartrand, Jean-Victor Dufresne, Réginald Boisvert, Marcel Dubé et René Chaloult fondent le Comité Chénier, un comité d'aide aux felquistes détenus[17].

### Juillet-août
- En juillet 1963, Jean Lasalle, Jean Gagnon, Jules Duchastel, André Wattier et Robert Hudon mettent sur pied l'Armée de libération du Québec (ALQ)[18].
- Le 13 juillet, explosion d'une charge de dynamite au monument de la reine Victoria à Québec[7].
- Le 22 août, une bombe explose sous le pont ferroviaire du Canadien Pacifique (CP) près de Kahnawake[7].
- Le 26 août, vol de 700 bâtons de dynamites au chantier de construction de l'autoroute 15, près de Saint-Sauveur[7].
- Le 27 août, Jacques Lanctôt, Guy De Grasse et Richard Bros sont arrêtés pour avoir allumés des incendies sur les sites de deux casernes militaires de Montréal ainsi qu'à l'édifice de la Légion canadienne à Laval-Ouest et dans un abri des Chemins de fer nationaux à l'île Bigras[19].

### Septembre à décembre
- Le 26 septembre, cinq membres de l'Armée de libération du Québec effectuent un vol à main armée dans une succursale de la Banque royale du Canada et partent avec 7 000 $. Deux personnes sont arrêtées : Jules Duchastel et Claude Soulières[20].
- En octobre, parution du premier numéro de La Cognée, l'organe officiel du FLQ. (66 numéros paraîtront de 1963 à 1967)[21]. Le dernier numéro  paraîtra  le 15 avril 1967.
- Le 7 octobre, Gabriel Hudon, Raymond Villeneuve, Jacques Giroux et Yves Labonté plaident coupables d'homicide involontaire[22].
- Le 9 octobre, deux bombes sont découvertes et désamorcées dans des bureaux de poste à Longueuil et à Saint-Lambert[23].
- Le 10 octobre, François Mario Bachand est arrêté près de Boston par le FBI alors qu'il tentait de se rendre à Cuba en passant par New York et le Mexique[5].
- Nuit du 25 au 26 novembre, l'Armée de libération du Québec opère un vol d'un émetteur d'une demi-tonne et d'équipement de radiodiffusion à la station CHEF de Granby[23].

## 1964
- Le 30 janvier, entre 7 h 30 et 9 h 0, l'Armée de libération du Québec accomplit un important vol d'armes et d'équipement à la caserne du régiment des Fusiliers Mont-Royal à Montréal[24],[25]. Le butin[N 5] vaut environ 22 000 $[25],[26]
- Le 1er février, des gardes militaires sont postés devant toutes les casernes de la région métropolitaine 24 h sur 24[26].
- Le 15 février, l'arsenal du 91 Escadron du Royal Canadian Engineers à Rouyn-Noranda reçoit la visite de felquistes qui s’emparent de quatre fusils-mitrailleurs, de cinq mitraillettes et de quarante rondes de munitions[26]. Trois jeunes gens, sans liens avec l'ALQ sont rapidement appréhendés. Miche Dumont, 18 ans, écope de trois ans de prison et ses deux camarades, âgés de 17 ans, d'un sursis de sentence de deux ans[26].
- Le 20 février, de 7 h 46 à 11 h 15, l'Armée de libération du Québec vole des armes et de l'équipement[N 6] à la caserne du 62e Régiment d'artillerie de campagne à Shawinigan pour une valeur de plus de 25 000 $[26].
- Le 27 février, des membres de l'ALQ cambriolent une caisse populaire Desjardins à Shawinigan et repartent avec 9 000 $[26].
- Le 2 mars, une bombe composer de 10 bâtons de dynamite, enveloppée dans l'Union Jack britannique, est désamorcée sur les plaines d'Abraham[26].
- Le 14 mars, un incendie criminel occasionne des dommages de 15 000 $ à l'arrière de la résidence du capitaine Henri Francoeur, assistant de l'inspecteur Russell Senécal de la Combined Antiterrorist Squad (CATS)[27].
- Le 15 mars, La Cognée sort une édition qui fait le point sur les activités du F.L.Q.-A.L.Q. « Les structures du Mouvement s'améliorent. Nous avons déjà quelques armes et du matériel. Bientôt, nous serons en mesure de diffuser des émissions clandestines à la radio et à la télévision. Nous nous sommes infiltrés partout, y compris à la Canadian Army et à la RCMP. »[27].
- Le 30 mars, la police arrête, interroge et relâche faute de preuve Jacques Désormeaux ainsi que les frères André et Roger Normand[27]. Jean Goulet[N 7] subit un interrogatoire[28]. Une petite cellule étudiante composée de Jean Cloutier[N 8], Louis-Philippe Aubert et Bernard Mataigne est capturée[28]. Une dizaine de bâtons de dynamite, des détonateurs et des exemplaires de La Cognée  sont trouvés dans leur appartement[28].
- Fin mars, l'Armée de libération du Québec procède à deux hold-up de financement ; dans une caisse populaire de l'est de Montréal (17 500 $) et à la Banque Provinciale de Rosemère (3 000 $)[27].
- Le 9 avril, à la suite d'un hold-up de 5 000 $ à la mitraillette dans une succursale de la Banque nationale située à Mont-Rolland, la police capture Jean Lasalle, Jean Gagnon et René Dion de l'Armée de libération du Québec[29].
- Le 19 avril, un convoi des chemins de fer nationaux est immobilisé à Sainte-Madeleine, près de Saint-Hyacinthe car la voie ferrée a été dynamitée[28]. Le même jour, une bombe est déposée près du manège militaire de la rue Craig dans le Vieux-Montréal, malgré la surveillance des casernes par l'Armée[28].
- Le 21 avril, 38e anniversaire de la reine Élisabeth II, une bombe composée de 10 bâtons de dynamite est trouvée et désamorcée au monument de la reine Victoria situé sur le campus de l'université McGill[28].
- Le week-end du 2 et 3 mai, les membres de la cellule responsable du dynamitage de la voie ferrée à Sainte-Madeleine sont arrêtés au lendemain d'un vol de 200 bâtons de dynamite sur un chantier de construction du métro de Montréal[30].
- Le 5 mai, Robert Hudon, est le dernier membre de l'Armée de libération du Québec à être appréhendé[29].
- Le 8 mai, 8 membres de l'Armée de libération du Québec comparaissent devant les tribunaux[30]. 50 chefs d'accusation pèsent sur eux[30].
- Dans son édition du 15 mai, La Cognée  publie une liste de vingt-quatre felquiste emprisonnés[30].
- Le 18 mai, une puissante bombe attachée contre une poutre du pont Victoria est jetée dans le fleuve[31],[32],[33]. Des fils de communication sont sectionnés sur la voie ferrée du Canadien Pacifique à Saint-Lazare, près de Valleyfield[31].
- Le 25 mai, Jacques Laberge, Maurice Walsh et André Gagnon sont arrêtés pour possession de 200 bâtons de dynamite dérobés début mai près de Mont-Laurier[31].
- Le 30 mai, une bombe posée au pied d'une statue érigée à la mémoire de soldats canadiens morts pour l'Empire britannique dans la guerre des Boers est trouvée et désamorcée près du Parlement du Québec[34].
- En juin, fondation de l'Armée révolutionnaire du Québec (ARQ), par François Schirm, Pierre Tousignant et Gilles Turcot[35].
- Le 18 juin, Hubert Aquin annonce publiquement par communiqué qu'il « déclare la guerre totale à tous les ennemis de l'indépendance du Québec », qu'il prend « le maquis » et se fait « commandant de l'Organisation spéciale » dans le but de joindre ses forces à celles du Front de libération du Québec[36],[34]. Un mois plus tard, il est arrêté, à bord d'une voiture volée, en possession d'une arme à feu[37]. Sur les conseils de son avocat, il plaide la folie passagère (lâcheté qu'il se reprochera plus tard) et est interné quatre mois dans un hôpital psychiatrique. (Le communiqué paraît entre autres dans Le Devoir le lendemain.)
- En juillet, un camp d'entraînement est créé par l'Armée révolutionnaire du Québec en forêt près de Saint-Boniface[38].
- Le 29 août, l'Armée révolutionnaire du Québec tente une réquisition d'armes à l'International Firearms, une armurerie située à Montréal[39]. À la suite d'un échange de coup de feu, un policier tua accidentellement Alfred Pinish, le commis du magasin d'armes, et un des membres de l'ARQ causa la mort du gérant Leslie McWilliams[40],[39]. Quatre des cinq militants sont capturés[39].
- En septembre, l'Armée révolutionnaire du Québec est démantelée par les forces policières, qui mettent sous arrêt quelques 20 militants.
- En septembre, parution du premier numéro de Révolution québécoise, revue dirigée par Pierre Vallières et Charles Gagnon[41].
- Le 17 septembre, une partie du stock d'armes et d'équipement volé par l'Armée de libération du Québec est retrouver dans un petit hôtel de la rue Sherbrooke près de Saint-Denis à Montréal[30].
- Le 2 novembre, une bombe explose à la tour de transmission du poste de radio et de télévision CFCF[42].
- Automne 1964, vol de 80 bâtons de dynamite et 40 détonateurs sur un chantier de construction du métro de Montréal[43].

## 1965
- Le 16 février, le Federal Bureau of Investigation (FBI) annonce avoir empêché la réalisation d'un complot du FLQ et du Black Liberation Front qui consistait à dynamiter la Statue de la Liberté et d'autres monuments américains. Des arrestations ont lieu des deux côtés de la frontière. Michèle Duclos est arrêtée à Manhattan avec de la dynamite dans sa voiture qu'elle avait transportée en automobile depuis Montréal[44],[45].
- Le 14 avril, le Pentagone commence à enquêter sur les « activités révolutionnaires » au Québec. C'est le Project Revolt[46].
- Le 18 avril, Gilles Legault se suicide dans sa cellule de la prison de Bordeaux où il était détenu en attente de son procès pour avoir fourni la dynamite à Michèle Duclos[43].
- Le 30 avril, explosion d'une bombe au Square Victoria à Montréal[47].
- été, plusieurs vols d'explosifs notamment au chantier de l'Exposition universelle et à la compagnie de papier Price d'Alma au Saguenay où 1 000 bâtons de dynamite sont volés[47].
- Le 1er mai, une bombe explose au consulat des États-Unis situé à Montréal[47].
- Le 24 mai, une bombe explose au siège social de la grande compagnie d'assurances The Prudentia, causant pour 15 000 $ de dégâts[48].
- Le 26 mai, une bombe explose sur le chantier de l'Exposition universelle de Montréal, à l’Île Sainte-Hélène, causant pour 25 000 $ de dégâts[48].
- Le 14 juin, une bombe est désamorcée au quartier général de la Gendarmerie royale du Canada à Québec[48].
- En juin, Pierre Vallières fonde le Mouvement de libération populaire (MLP). Avec Charles Gagnon, il adhère également au FLQ.
- Le 16 juin, Michèle Duclos est condamnée à 5 ans d'emprisonnement. Libérée avec sursis après sept mois d'incarcération, elle part en exil[49].
- Le 1er juillet, une bombe explose à l'hôtel de ville de Westmount[48].
- Le 2 juillet, explosion d'une bombe à la tour de transmission de la station de radio anglophone CKTS de Sherbrooke[48].
- Le 15 juillet, 7 membres du FLQ sont arrêtés près de la base militaire de La Macaza dans les Laurentides. Un officier de police de la Sûreté du Québec est pris en otage durant 48 heures par 3 felquistes qui tentaient de s'enfuir[50].
- Le 20 juillet, un commis de bureau à l'emploi de la police Montréalaise, André Girard est arrêté et traduit en cour sous l'accusation d'abus de confiance : il aurait transmis au FLQ des informations et documents confidentiels de la police[51].
- Le 28 juillet, une bombe explose au siège social de la Banque canadienne impériale de commerce (CIBC) à Montréal[51].
- Le 2 août, une bombe explose sous sur la voie ferrée du Canadien National à Sainte-Madeleine et une autre est désamorcé sous un pont ferroviaire du Canadien Pacifique à Bordeaux[51].
- Le 22 août, la police démantèle une cellule reliée au réseau de La Cognée . Elle est dirigée par Gaston Collin, un ex-militaire[52].
- En décembre, l'organisation Vallières-Gagnon dont plusieurs membres sont issus du Mouvement de libération populaire entre en activité[53].

## 1966
- Nuit du 3 au 4 avril, vol de cinq caisses de dynamite (50 livres) et des détonateurs à la carrière de Stukeley Sud près de Waterloo en Estrie[54].
- Nuit du 15 au 16 avril, une vingtaine de carabines, des munitions et de l'équipement militaire (dont des uniformes) sont volés au Collège Mont-Saint-Louis à Montréal[55].
- Le 1er mai, hold-up de 2 500 $ au cinéma Élysée[55].
- Le 5 mai, une jeune membre d'une cellule étudiante de l'organisation Vallières-Gagnon pose un colis piégé à l'usine de chaussures Lagrenade, Montréal, durant une grève de la CSN[55]. Malgré un appel téléphonique d'avertissement Thérèse Morin, secrétaire du patron, est tuée sur le coup[55].
- Le 22 mai, une bombe explose à la Dominion Textile de Drummondville[55].
- Le 3 juin, une bombe explose au Centre Paul-Sauvé lors d'une assemblée du Parti libéral du Québec à laquelle participe le premier ministre du Québec Jean Lesage[55].
- Le 15 juin, Robert Lévesque et Réjean Briggs de l'organisation Vallières-Gagnon sont capturés[56].
- En juillet, parution de premier numéro de l'« édition populaire » de La Cognée  de l'organisation Vallières-Gagnon[57].
- Le 14 juillet, Jean Corbo décède lors de l'explosion de la bombe qu'il pose lui-même à l'usine de la Dominion Textile dans le quartier Saint-Henri de Montréal[58],[59].
- Le 25 août, deuxième et dernier numéro de l'« édition populaire » de La Cognée[57].
- Le 27 août, Gérard Laquerre, Rhéal Mathieu et Claude Simard sont capturés lors d'une tentative de braquage au cinéma Jean-Talon[60].
- En fin août et début septembre, le groupe Vallières-Gagnon est démantelé[60].
- Le 26 septembre, Pierre Vallières et Charles Gagnon font du piquetage devant le siège de l'Organisation des Nations unies (ONU) à New York[61]. Ils sont arrêtés et emprisonnés.
- En novembre, des citoyens forment le Comité d'aide au groupe Vallières-Gagnon[62].

## 1967
- Le 1er janvier, une boîte aux lettres explose devant les bureaux Montréalais de l'Anglo-American Trust donc les vitres volent en éclats[63].
- Le 12 février, explosion dans une boîte aux lettres à Montréal[63].
- Le 13 janvier, Pierre Vallières et Charles Gagnon entrent à la prison de Montréal.
- Le 15 avril, parution du dernier numéro de La Cognée[64].
- Le 12 septembre, deux bombes sont désamorcée au MacDonald High School de Sainte-Anne-de-Bellevue[65].
- Le 16 octobre, Jean-Claude Dubreuil pose la première bombe de la cellule Dubreuil qui explose dans une usine de 7 Up, à Mont-Royal, durant une période de grève[66].
- En novembre, parution du premier numéro de La Victoire qui prend la relève de La Cognée[67].
- En décembre, une quarantaine de fusils de gros calibre, des revolvers, des munitions et des télescopes sont voler dans une armurerie du Cap-de-la-Madeleine[68].

## 1968
- Le 26 février, début du procès de Pierre Vallières[69].
- Le 14 mars, Jacques Désormeaux et Serge Savard sont arrêtés par la police pour possession d'explosifs[70].
- Le 5 avril, Pierre Vallières est condamné à la prison à perpétuité pour homicide involontaire pour la bombe à l'usine de chaussures Lagrenade[71].

### Mai
- Le 5 mai, deux caisses de dynamite sont dérobées à la carrière Dominion Lime à Saint-Bruno-de-Montarville[72].
- Le 11 mai, une bombe explose dans une usine de 7 Up, à Mont-Royal[72]. Premier d'une série de plus de 30 attentats à la bombe qui seront attribués au Réseau Geoffroy[72].
- Le 24 mai, une bombe explose au consulat des États-Unis à Montréal[72].
- Le 27 mai, le Comité d'aide au groupe Vallières-Gagnon organise le spectacle Chansons et poèmes de la résistance[73]. (D'autres spectacles semblables auront lieu par la suite.)

### Été
- Le 24 juin, Jacques Lanctôt et Paul Rose ce rencontre dans un panier à salade lors du Lundi de la matraque[74].
- Le 20 août, trois charges de dynamite explosent presque simultanément à Montréal. Deux en appuient a la grève de la Société des alcools du Québec et une a l'usine de la Victoria Precision Works qui est en grève également[75].

### Septembre
- Le 8 septembre, une bombe est désamorcée près d'un magasin de la Société des alcools du Québec[75].
- Le 18 septembre, explosion à l'arrière de la résidence du directeur de la prison de Bordeaux en appui à la grève de la faim de Pierre Vallières et Charles Gagnon[75].
- Le 20 septembre, explosion à un magasin de la Société des alcools du Québec et une bombe est désamorcée près de la caserne du régiment des BlackWatch[75].
- Le 25 septembre, une bombe est trouvée au pied du monument de John A. Macdonald au square Dominion[75].
- Le 26 septembre, bombe à un magasin de la Société des alcools du Québec[75].

### Octobre
- Le 7 octobre, vol de 300 bâtons de dynamite, 50 cartouches de Pentomex et d'une centaine de détonateurs à la carrière Lagacé à Laval[76].
- Le 12 octobre, une bombe est déposée près de l'immeuble de la Chambre de commerce à Québec[76]
- Le 13 octobre, une bombe est désamorcée à Montréal au siège du ministère du Travail, place d'Youville[76]
- Le 14 octobre, une bombe explose au siège du Parti libéral du Québec et une autre au siège de l'Union nationale (UN)[76]
- Le 16 octobre, une bombe saute près de l'usine de la compagnie Lord en grève[76]
- Le 14 octobre, une bombe est déposée près du siège du Centre des dirigeants d'entreprises à Montréal[76].
- Le 29 octobre, une bombe cause de lourds dégâts à un autobus au Terminus Voyageur, où un conflit de travail est en cours[76].

### Novembre
- En novembre, Raymond Villeneuve part pour Cuba avec trois acolytes.
- Le 4 novembre, une charge démolit un autobus au garage de la Murray Hill[75].
- Le 11 novembre, explosion à la gare centrale de Montréal[75].
- Le 12 novembre, une bombe est trouver près de l'entrée de l'immeuble de la Chambre de commerce et du Board of Trade[75].
- Le 14 novembre, une bombe est déposée au siège social de la Domtar[75].
- Le 15 novembre, bombe à l'usine Lord[75].
- Le 17 novembre, bombe à l'usine de la Canadian Structural Steel à Montréal[75].
- Le 21 novembre, nouvelle bombe contre un magasin de la Société des alcools[75].
- Le 22 novembre, deux bombes explosent au magasin Eaton du centre-ville de Montréal(25 000 $ de dégâts)[75].
- Le 27 novembre, une auto-patrouille de la police de Montréal explose au garage de Trans-Island Motors[77].

### Décembre
- Le 1er décembre, la cellule Dubreuil fait exploser une bombe près de la résidence du directeur de l'usine Lord[78].
- Le 12 décembre, une bombe est désamorcée près de la maison du président de la Canadian Structural Steel[78].
- Le 13 décembre, le Réseau Geoffroy frappe à Westmount chez le propriétaire de la Murray Hill et un administrateur de la Domtar[78].
- Le 14 décembre, trois explosions sur la Rive Sud en appui a la grève à la compagnie d'autobus Chambly Transport[79]. L'une d'elle vise la maison du PDG, Charles-Édouard Senécal[79]. Les deux autres visent des garages[79]
- Le 31 décembre, une puissante bombe explose à l'hôtel de ville de Montréal en réponse à la prime de 10 000 $ à quiconque fournira des renseignements sur les auteurs de la vague d'attentats en cours[79]. Une autre bombe est neutralisée au même endroit[79]. Des bombes explosent également à l'édifice de l'Impôt fédéral et dans une boîte aux lettres près de l'immeuble du Secrétariat d'État à Ottawa[79].

## 1969
- Le 2 janvier, trois boîtes aux lettres situées à proximité d'édifices fédéraux explosent à Ottawa[80].
- Le 8 janvier, une bombe explose au domicile de Jean-Paul Gilbert, chef de la police de Montréal[80].
- Le 21 janvier, une explosion fait pour plus de 100 000 $ de dégâts au siège de la Fédération canadienne des associations indépendantes boulevard Crémazie[80].
- Le 24 janvier, attentat en plein jour qui fait pour plus de 50 000 $ de dégâts au siège de la Noranda Mines[80].
- Le 8 février, bombe au siège du ministère du Travail[81].
- Le 10 février, le quartier général de l'Unité des services techniques des Forces armées canadiennes à Mont-Royal est fortement endommager par une bombe du Réseau Geoffroy[81].
- Le 11 février, une bombe du Réseau Geoffroy explose à la caserne militaire de la rue Cathcart à Montréal[81].
- Le 13 février, une superbombe du Réseau Geoffroy explose à la Bourse de Montréal et fait 27 blessés et un million de dollars de dégâts[4],[81],[82].
- Le 22 février, une bombe de forte intensité explose au siège du Parti libéral du Québec, le Club de Réforme (où un engin avait été désamorcé à l'automne)[83].
- Le 25 février, la librairie de l'Imprimeur de la reine(l'Éditeur officiel du gouvernement du Canada) est la cible d'un attentat dans l'ouest de Montréal[83]
- Le 4 mars, Pierre-Paul Geoffroy, un ancien pompier est arrêté par la police. Le réseau qui porte son nom est partiellement démantelé[83].
- Le 28 mars, François Mario Bachand et d'autres membres du FLQ organisent l'Opération McGill français. Quelque 15 000 personnes manifestent sur le campus de l'université McGill.
- En avril, François Mario Bachand rejoint Raymond Villeneuve à Cuba via Paris et l'Espagne[5],[84].
- Le 1er avril, Pierre-Paul Geoffroy est condamné à 124 peines d'emprisonnement à perpétuité[85].
- Le 2 mai, une charge de dynamite explose au siège social de l'Association des entrepreneurs en construction à Montréal en appui aux de travailleurs du bâtiment en grève[83].
- Le 5 mai, Pierre Charette et Alain Allard du Réseau Geoffroy opèrent le détournement d'un Boeing 727 de la National Airlines effectuant le trajet New York-Miami pour rejoindre Cuba[86].
- Le 27 mai, la cellule Dubreuil fait sauté trois bombes sur des chantiers de la compagnie Nord Construction sur l’Île de Montréal[83].
- Le 15 juin, une bombe explose au siège social de la Société Saint-Jean-Baptiste  de Sherbrooke (SSJBS). La SSJBS avait invité Pierre Trudeau à présider aux cérémonies religieuses du 24 juin[83].
- Début août au Lac Saint-Jean, 250 bâtons de dynamite sont trouver dans une cache près de Chicoutimi avant une visite du Premier ministre Pierre Elliott Trudeau à Roberval[87].
- Le 9 août, une bombe explose au siège social de la compagnie de prêts Industrial Acceptance Corporation à Ville Mont-Royal[87].
- Le 12 août, bombe de très forte puissance à l'édifice de l'Impôt fédéral[87].
- Le 17 août, bombe à l'édifice du ministère du Travail à Québec[87].
- Le 7 juillet, la cellule Dubreuil dépose des bombes aux bureaux de 5 entrepreneurs en construction Montréalais : Janin, Spino, Sécant, Wallcrete Canada et Dominic Supports and Forms[83].
- Le 29 septembre, une bombe explose au domicile du maire de Montréal Jean Drapeau[88].
- Le 20 novembre, une puissante déflagration cause pour 150 000 $ de dégâts au Loyola College dans l'ouest

de Montréal. L'attentat est l'œuvre de la cellule Dubreuil.
- Le 20 novembre, une bombe saute près de la résidence d'un des notables de la communauté italienne de Saint-Léonard, l'homme d'affaires Mario Barone[89].
- Le 30 novembre, une bombe explose sur le campus de l'université McGill près des pavillons de l'administration et de l'informatique[89].
- Le 8 décembre, bombe près de la résidence de l'homme d'affaires Mario Barone[89].
- Le 19 décembre, Pierre Trudeau, Robertson et certains ministres fédéraux convoquent le commissaire Higget en réunion afin de commander aux services secrets de la GRC de traiter le mouvement séparatiste québécois de la même façon que le mouvement communiste dans les années 1960.
- Le 12 décembre, premier d'une trentaine de hold-up, selon la police, réalisé par la cellule de l'ancien membre de l'Armée de libération du Québec Robert Hudon[90].
- Le 22 décembre, le FLQ fait exploser un camion de Postes Canada dans le quartier Rosemont à Montréal[90].

## 1970

### Janvier-février
- En janvier, dans le but de crée une éventuel prison du peuple pour d'éventuel otages ainsi qu'un éventuel camp d'entraînement, une ferme est acheter à Sainte-Anne-de-la-Rochelle, en Estrie, par le groupe de Paul Rose[85]. L’argent utilisé pour cette achat viens de divers vols à main armée[85]
- Le 15 janvier, vols d'explosifs à Saint-Paul d'Abbotsford, sur la Rive-Sud de Montréal[91].
- Le 20 février, Charles Gagnon est libéré sous caution au bout de trois ans et cinq mois de prison[92].
- Le 26 février, Jacques Lanctôt et Pierre Marcil sont arrêtés par la police lors d'une vérification de routine menant a la découverte d'une carabine à canon tronçonné[4]. Ils sont libérés sous caution le lendemain. La police affirmera par la suite qu'ils montaient un complot pour l'enlèvement de Moshe Golan, consul d'Israël[93],[4].

### Mars-avril
- En mars, Paul Rose loue la Maison de la rue Armstrong à Saint-Hubert pour servir de base a des opérations de financement[85].
- Le 12 mars, Marc-André Gagné, du réseau de financement de Robert Hudon, est arrêté lors d'un hold-up à une succursale de la Banque canadienne nationale à Montréal[94].
- Le 5 avril, Raymond Villeneuve, François Mario Bachand, Pierre Charette, Alain Allard et André Garand quittent Cuba à bord d'un bateau de la marine marchande cubaine[95] Villeneuve et Bachand gagne Paris[5],[95]. Charette et Allard sont refoulés et doivent retournés a cuba[95]. André Garand quitte le front et s’établit en France[95].

### Mai
- Le 7 mai, une bombe explose près d'une station postale de la rue Papineau à Montréal en support aux gars de Lapalme[96].
- Le 9 mai, vol de 114 bâtons de dynamite à la carrière Dulude à Sainte-Julie[97].
- Le 24 mai, vol de 150 bâtons de dynamite à la carrière Billet à Laval et une puissante bombe explose au Board of Trade dans le quartier financier de Montréal[97].
- Le 26 mai, Pierre Vallières est libéré sous caution au bout de 44 mois de prison[92].
- Le 28 mai, 2 bombes saute de façon synchronisée au siège social de la Canadian General Electric et près du Queen Mary's Hospital pour les anciens combattants pendant un vol de 58 775 $ à la caisse populaire de l'Université de Montréal[97].
- Le 28 mai, le réseau de financement de Robert Hudon est démantelé[94]. Robert Hudon, Gabriel Hudon, Pierre Demers, Réjean Tremblay et André Lessard sont arrêtés[94].
- La nuit du 31 mai, 7 bombes visent de luxueuse résidence d'hommes d'affaires anglophones à Westmount(notamment Samuel et Peter Bronfman)[97]. Une autre vise un immeuble de la Financial Collection Agency, rue Sherbrooke ouest[97]. Cinq des bombes se déclenche presque simultanément[97]. L'opération a été exécutée par deux cellules dont celle de Pierre-Louis Bourret qui est en liaison avec le Réseau Lanctôt-Rose[97].

### Juin
- Au début de juin, le Réseau Lanctôt-Rose loue un chalet à Prévost dans les Laurentides et un appartement boulevard Henri-Bourassa, dans le nord-est de Montréal[98]. Ont y prépare l'Opération Libération[99] sois l'enlèvement du consul américain à Montréal.
- Le 1er juin, le ministre québécois de la Justice, Jérôme Choquette, offre une prime à la délation de 50 000 $[97].
- La nuit du 5 juin, une bombe explose au Club Canadien[100].
- Le 9 juin, une bombe est désamorcée près d'une succursale postale du boulevard Décarie à Montréal[100].
- Le 13 juin, une bombe est déposée au Manège militaire des Fusiliers Mont-Royal[100].
- Le 16 juin, une puissante bombe explose sur le campus de l'université McGill, derrière l'immeuble principal de la faculté de génie[100]. Le même jour, une super-bombe de 70 livres de dynamite est désamorcée à la compagnie IBM sur Côte-de-Liesse et une de 50 livres aux laboratoires de la Domtar à Senneterre[100].
- Le 18 juin, une bombe explose au bureau de postes de Longueuil[100].
- Le 19 juin, une grosse explosion endommage la résidence du financier Jean-Louis Lévesque à Outremont[100].
- Le 21 juin, un raid ciblé sur le chalet de Prévost mène à quatre arrestations[N 9] et la saisie de trois carabines  à canon tronçonné, des revolvers, des munitions, des cagoules, des menottes, du matériel pour la fabrication de bombes (détonateurs et mécanismes d'horlogerie) et la moitié de la somme volée à l’Université[101],[85].
- Le 22 juin, la Sûreté du Québec perquisitionne la ferme de Sainte-Anne-de-la-Rochelle[85].
- Le 23 juin, une puissante bombe explose aux Immeubles Simard à Tracy près de Sorel, propriété de la belle-famille du Premier ministre Robert Bourassa[102].
- Le 24 juin, une bombe explose contre un mur du quartier général du ministère de la Défense à Ottawa[102]. Une fonctionnaire fédéral y perd la vie[102]. Une autre bombe explose près d'une succursale postale à Montréal, en appui au gars de Lapalme[102].
- Le 26 juin, une bombe explose à un bureau de poste à Sainte-Thérèse[103].
- Le 30 juin, le Mouvement pour la défense des prisonniers politiques du Québec (MDPPQ) prend le relais du Comité d'aide au groupe Vallières-Gagnon[104].

### Juillet
- En juillet, un jeune felquiste est condamné à 3 ans de prison pour cinq incendies criminels dans des édifices publics et des établissements commerciaux du Saguenay-Lac-Saint-Jean[105].
- Le 3 juillet, une bombe explose explose sous une clôture d'acier de la raffinerie Pétrofina à Pointe-aux-Trembles[103]. Le communiqué de revendication est écrit par Nigel Hamer[103].
- La nuit du 10 juillet, une bombe de 40 livresde dynamite est désamorcé au siège social de la Banque Royale du Canada par le sergent-détective Robert Côté, directeur de l'escouade technique de la police de Montréal[103].
- La nuit du 11 juillet, une bombe explose au siège social de la compagnie d'assurances Wawanesa à Mont-Royal[103].
- La nuit du 12 juillet, une bombe de 150 livres de dynamite est désamorcé au siège social de la Banque de Montréal[103].
- La nuit du 16 juillet, une bombe est désamorcer à l'hôtel Victoria de Québec[103]. L'endroit où loge le chef libéral[103].

### Septembre
- Début septembre, réunion de neuf militants du Réseau Lanctôt-Rose à la maison de la rue Armstrong sur la Rive-Sud de Montréal[106]. La cellule Libération est formée par cinq d'entre eux qui décident d'effectuer l'Opération Libération sois un enlèvement politique dans le but d’obtenir la libération de leurs camarades emprisonnés[107].
- Le 5 septembre, Louise Lanctôt et Jacques Cossette-Trudel entrent dans la clandestinité[107].
- Le 12 septembre, Jacques Cossette-Trudel, sous le pseudonyme de Jacques Tremblay, loue l'appartement qui sera utilisé comme lieu de détention lors de l'Opération Libération[107].
- Le 26 septembre, vol de 125 bâtons (Forcite 60%) dans une poudrière à McMasterville[108].
- Le 27 septembre, François Séguin, Jean-Pierre Piquette, Gilles Cossette, Réal Michon, Robert Comeau et Nigel Hamer effectue un vol de 450 bâtons de dynamite à la carrière Demix près de Saint-Hilaire[108].

### Octobre-novembre-décembre (crise d'octobre)
- Le 4 octobre 1970, dernière réunion de planification de l'Opération Libération où la cible est choisie après hésitation[108].
- Le 5 octobre : 
  - À 8 h 15, James Richard Cross, attaché commercial de la Grande-Bretagne à Montréal, est enlevé par la cellule Libération[4],[85]. Quelques heures plus tard un appel anonyme à la station de radio CKLM mène à la découverte d’un communiqué du Front qui formule sept demandes[N 10] à remplir en échange de la libération de l'otage[4].
- Le 6 octobre, le manifeste du FLQ est publié par les journaux.
  - Mitchell Sharp, secrétaire d'État aux affaires extérieures du Canada, affirme que le gouvernement ne cédera pas aux demandes.
- Le 7 octobre, les forces policières procèdent à l'arrestation de 37 personnes[109]. Le journaliste Louis Fournier de la station de radio CKAC fait la lecture du manifeste du FLQ en onde[85]. Le ministre de la Justice du Québec, Jérôme Choquette, affirme qu'il est prêt à négocier à n'importe quel moment pour la libération de l'otage.
- Le 8 octobre, Le lecteur de nouvelles Gaétan Montreuil effectue la lecture intégrale du Manifeste du FLQ à la télévision de Radio-Canada. Il précise au début et à la fin de la lecture du manifeste qu'il s'exécute dans un but humanitaire visant à sauver James Cross[4],[85].
- Le 9 octobre, Claude Ryan, rédacteur en chef du quotidien Le Devoir, suggère en éditorial que le gouvernement négocie.
- Le 10 octobre : 
  - Le matin, René Lévesque invite les ravisseurs à abandonner la violence dans un article du Journal de Montréal.
  - 18 heures : le ministre de la Justice, Jérôme Choquette, déclare en conférence de presse que les terroristes ne seront pas relâchés néanmoins il offre un sauf-conduit aux ravisseurs s'ils relâchent l'otage.
  - 18 heures 18 min, la cellule Chénier composée de Paul Rose, Jacques Rose, Francis Simard et Bernard Lortie, enlève le ministre du Travail et de la main-d’œuvre du Québec, Pierre Laporte[4],[85].
- Le 11 octobre, 
  - Pierre Laporte écrit une lettre émouvante à Robert Bourassa[4], pour lui dire qu'il est bien traité et l'implorer de négocier sa libération.
  - L'avocat Robert Lemieux est arrêté et emprisonné sous motif d'entrave au travail des policiers
  - Robert Bourassa laisse entendre qu’il est prêt à négocier avec le FLQ sujet à une entente préalable sur la sécurité des otages[110].
- Le 12 octobre :
  - À 7 h, [[Pierre Laporte écrit une lettre à sa femme pour lui dire qu'il va bien et qu'il est bien traité.
  - Des soldats canadiens s]]ont dépêchés à Ottawa pour assurer la protection de diverses personnalités politiques et d'édifices fédéraux.
  - Par un communiqué émis tard la veille, Me Robert Lemieux est désigné par le FLQ pour agir comme intermédiaire entre le FLQ et les autorités en place.
  - Robert Demers est nommé pour négocier au nom du gouvernement.
- Le 13 octobre :
  - Robert Demers fait relâcher Robert Lemieux .
  - les négociations entre Robert Demers et Robert Lemieux échouent.
  - Interrogé par des journalistes sur les mouvements de l'armée, Pierre Elliott Trudeau prononce son fameux « just watch me »[4].
- Le 14 octobre :
  - Une rencontre spéciale du cabinet fédéral a lieu afin de discuter des mesures à prendre pour mettre fin à la crise.
  - Un groupe de seize personnalités publiques du Québec signent une déclaration enjoignant au gouvernement du Québec de négocier la libération des otages coûte que coûte, peu importe l'opinion du gouvernement fédéral.
- Le 15 octobre :
  - À 14 h, Robert Bourassa annonce qu'il a demandé de faire entrer l'armée canadienne au Québec afin d'aider les forces policières à protéger les personnes et les édifices. (Il fait cette demande d'après les termes de la partie traitant de l'aide au pouvoir civil dans la Loi sur la défense nationale) 8 000 soldats s’installent autour des édifices importants de la province[4].
  - En campagne municipale, le rassemblement du parti municipal FRAP (le 2e plus gros parti à Montréal) est détourné par la foule qui se met à crier « FLQ ! » en réaction à l'occupation militaire de Montréal[4],[85].
- Le 16 octobre, à 4 h, le cabinet fédéral proclame l'état d'insurrection appréhendée et promulgue un règlement conférant des pouvoirs d'exception à la police selon les termes de la Loi sur les mesures de guerre[4],[85]. Le résultat est la suspension temporaire des libertés civiles des Québécois. Début d'une série d'arrestations et de perquisitions sans mandat.
- Le 17 octobre :
  - Un communiqué du gouvernement du Québec énonce les modalités du sauf-conduit et l’intermédiation de Cuba qui a accepté d’agir pour des raisons humanitaires.
  - Le FLQ émet un communiqué disant que le ministre « du chômage et de l’assimilation » Pierre Laporte a été exécuté.
  - Découverte du cadavre du ministre Pierre Laporte peu avant minuit dans le coffre d'une voiture à St Hubert[111],[112],[113].
- Le 17 octobre, Pierre Laporte est retrouvé mort dans le coffre arrière d'une voiture. La cellule Chénier revendique l'exécution de son otage[4], cependant une enquête du gouvernement en arrive à la conclusion que sa mort avait plutôt été accidentelle.
- Le 19 octobre, le journal Forum de l'Université de Montréal du 19 octobre 1970 publie cette décision des étudiants en Lettres & Sciences sociales : « Nous endossons le manifeste du FLQ et poursuivons les mêmes objectifs que lui [...]. Nous voulons que le gouvernement cède aux exigences du FLQ et libère les 23 prisonniers politiques [...]. Nous croyons que notre rôle est d'informer la population en vue d'établir la solidarité avec les patriotes du FLQ. »[114]
- Le 21 octobre, les trois grandes centrales syndicales créent une unité d'action commune, qui réclame l'abolition des mesures de guerre. Ce même regroupement organisera en 1971 la marche du lockout de La Presse et sera la base du Front commun en 1972 (grève de 300 000 travailleurs durant laquelle Bourassa fit emprisonner les trois chefs)[115].
- Le 6 novembre, Bernard Lortie, un des ravisseurs de Pierre Laporte, est arrêté à Montréal, à la suite d'une descente de police[116]. Paul Rose, Jacques Rose et Francis Simard réussissent à ce cacher jusqu'au lendemain et s’enfuir[116].
- Le 6 novembre, Carole Devault, étudiante en histoire à l'Université du Québec, contacte la police parce qu'elle détient des informations pouvant mener à l'endroit où est séquestré James Cross. Elle avait été contactée le 31 octobre précédent par un professeur d'histoire de la même université, Robert Comeau. Julien Giguère, lieutenant-détective de la Section anti-terroriste (SAT) de la police de Montréal. Elle deviendra l'agent SAT 945-171, nom de code « Poupette »[117].
- Le 1er décembre, adoption de la Loi sur l'ordre public par le Parlement du Canada, une loi temporaire écrite par John Turner et qui expire le 30 avril 1971. C'est une version allégée de la Loi des mesures de guerre servant à retirer des pouvoirs accordés aux policiers lors de l'activation des mesures de guerre 46 jours plus tôt, tout en conservant un état d'urgence.
- Le 2 décembre, Jacques Cossette-Trudel et Louise Lanctôt, deux des ravisseurs de James Cross, sont arrêtés après avoir quitté le 10945, rue des Récollets à Montréal-Nord, la police ayant acquis la certitude que James Cross y est séquestré[118]
- Le 3 décembre, James Richard Cross est libéré par les membres de la cellule Libération qui s’envolent pour Cuba vers 19h45[4].
- Le 5 décembre, la cellule Information Viger émet un quatrième communiqué[119].
- Le 22 décembre, onze personnes[N 11] du réseau de soutien des cellules Libération et Chénier sont arrêtés lors de l'opération « Questionnaire »[119].
- Le 27 décembre, troisième raid policier à la maison de Michel Viger à St-Luc, en Montérégie[120]. La cachette des trois fugitifs de la cellule Chénier est trouver au sous sol[120].
- Le 28 décembre, À 5 heures du matin, les ravisseurs de Pierre Laporte, Francis Simard et les frères Paul et Jacques Rose, sont arrêtés par la police[4]. Le docteur Jacques Ferron a été le négociateur entre la police et les felquistes[120].

## 1971
- Le 3 janvier, vol d'explosifs à Saint-Paul d'Abbotsford par François Séguin, Jean-Pierre Piquette et Réal Michon[121].
- Le 6 janvier, Michel Frankland et une complice commettent un attentat à la bombe incendiaire contre la compagnie Brink's à Montréal[122].
- Le 8 janvier, la cellule Information Viger publie un nouvel organe du F.L.Q. intitulé Patriotes ![123].
- Le 8 janvier, première bombe, contre un centre d'entraînement de la police, de la cellule isolée et indépendante du jeune Reynald Lévesque[124].
- Le 20 janvier, manifestation du MDPPQ entre le carré Viger et le palais de Justice de Montréal[125].
- Le 19 février, Jacques Primeau secondé par Louise Lavergne et Rose-Marie Parent organisent un attentat à la dynamite derrière un bureau de poste. Carole Devault est présente, elle sait que la police de Montréal a saisi la dynamite remise par le  et l'a remplacé par de la fausse dynamite.
- Dans la nuit du 1er mars au 2 mars, la cellule de Reynald Lévesque commet un

attentat contre un manège militaire du Royal 22e Régiment.
- Le 29 mars, François Mario Bachand est assassiné à Paris
- En juin, un groupe de militants et de sympathisants du FLQ établit son quartier général sur une ferme à Bellefeuille, un village près de Saint-Jérôme dans les Laurentides[127].
- Le 15, Charles Gagnon et Jacques Larue-Langlois sont acquittés, par un jury, des accusations d'appartenance au F.L.Q. et de conspiration séditieuse en vue de renverser le gouvernement du Canada par la force[128].
- Le 16, Charles Gagnon est libéré après huit mois d'emprisonnement[128].
- Le 24, Pierre Vallières est libéré sous caution[128].
- les 22 et 23 août, Série de vols (30 radios-émetteurs, équipements de camping, trousses médicales...) dans des locaux de la Défense nationale de six villes du Québec (Laval, Dorval, Verdun, Lachine, LaSalle, Saint-Hyacinthe)[129]. On attribuera ces vols à Pierre-Louis Bourret, François Séguin, Jean-Pierre Piquette, Georges Campeau, et trois autres felquistes[129].

### Septembre
- Début septembre, Pierre Vallières entre dans la clandestinité[130].
- Le 3 septembre, une bombe, posé par Pierre-Louis Bourret, fait pour plus de 300 000 $ de dommages dans une centrale téléphonique de Bell Canada à Dorion[129]. Au même moment François Séguin et deux complice volent une banque à Hudson[129].
- Le 3 septembre, Charles Gagnon quitte publiquement le FLQ[131].
- Le 4 septembre, la cellule de Reynald Lévesque fait exploser une bombe à l'école Sainte-Rita de Ahuntsic, à Montréal[129].
- Le 10 septembre, Vol à la Banque Royale de Rosemont. Un policier sera grièvement blessé. On attribuera ce vol à notamment Gérard Pelletier, qui en sera déclaré coupable et incarcéré pour sept ans. Son épouse, Jocelyne Dépatie, sera arrêtée, mais libérée faute de preuve[132].
- Le 15 septembre, Fernand Roy et Serge Nadeau sont capturer dans un garage de Montréal abritant des autos-patrouilles de la Sûreté municipale[132].
- Le 24 septembre, dans le petit village de Saint-Henri-de-Mascouche à l'est de Montréal, un commando[N 12] effectue une opération inspirée des techniques de guérilla urbaine des Tupamaros[133],[134]. Deux membres du commando coupent les câbles téléphoniques, trois autres neutralisent les policiers présents au poste de police et débranchent le système de communication radio et les trois derniers volent 7 500 $ à la caisse populaire locale[133],[134]. Lors de leur départ, certains felquistes sont pris en chasse par deux citoyens de Mascouche dont l'un est un ancien militaire, armé d'une carabine, un dénommé Allard qui leur tire dessus[133],[134]. Pierre-Louis Bourret est blessé à la tête durant la course poursuite et meurt le lendemain à l'Hôpital du Sacré-Cœur de Montréal[133],[134].
- Le 25 septembre, le hold-up avorté de Rosemont et l'opération à Saint-Henri-de-Mascouche est revendiquée dans un communiqué émis au nom de la cellule Information Viger-commando Élie Lalumière[135].
- La nuit du 25 septembre, une puissante charge de dynamite explose à l'immeuble de la Fédération canadienne des associations indépendantes dans le nord de Montréal[136].

### Octobre-novembre-décembre
- En octobre, la GRC émet des faux communiqués qu'elle attribue à la cellule des Frères Chasseurs et à la cellule Pierre-Louis Bourret[137].
- Le 4 et 5 octobre, important coup de filet policier à Montréal[138]. Jean-Pierre Piquette, Jogues Sauriol, Colette Raby et sa sœur Danielle sont arrêtés[138]. Des armes, des munitions, des détonateurs, des radios émetteurs-récepteurs et du papier officiel du F.L.Q. seront saisis à diverses endroits de Montréal lors de perquisitions[138].
- Le 25, bombe au centre d'entraînement de la police de Montréal à l'école Newman[136].
- Le 29, une bombe explose contre un mur de la caserne du premier Bataillon des services techniques de l'Armée et une bombe est désamorcée à Westmount près de la résidence du vice-président du holding Power Corporation[136].
- Le 7 novembre, bombe sous une auto-patrouille au poste de police no 3[139].
- Le 10 novembre, une bombe explose à la station postale d'Youville[139].
- Le 17 novembre, Arrestation de François « Fritz » Séguin[140].
- Le 25 novembre, une bombe explose sous un panier à salade près du poste de police no 18 et des locaux de la Section antiterroriste[139].
- Le 13 décembre, Pierre Vallières quitte publiquement le FLQ[141].
- Le 18 décembre, Donald Cobb, commandant de la section G des services secrets de la GRC, diffuse le communiqué numéro 3 de la cellule La Minerve.
- En décembre, la Délégation extérieure du F.L.Q. en Algérie obtiens une reconnaissance officielle du Front de libération nationale, une aide financière et un petit local situé au numéro 20 rue Dirah, dans le quartier d'Hydra à Alger.

## 1972
- Le 24 janvier, Pierre Vallières sort de clandestinité et se rend à la police[142]. Il est rapidement libéré sous caution.
- Le 26 janvier, la police désamorce une bombe au plastie à l'entrée du building de la Banque canadienne impériale de commerce[143].
- Le 28 janvier, une bombe explose près de l'édifice de La Presse qui est en  lock-out.
- Début juin 1972, François Lanctôt, Jacinthe Lanctôt, Fernand Roy et Serge Nadeau sont capturés[144].
- le 5 mai, la dernière bombe du Front de libération du Québec explose à la Casa d'Italia de Montréal[145]. Elle a été poser par la cellule de Reynald Lévesque.
- Le 8 mai, la grange du Petit Québec libre à Sainte-Anne-de-la-Rochelle est brûlée par la Gendarmerie royale du Canada.
- La nuit du 25 au 26 mai 1972, la force anti-terroriste arrête les membres d'une cellules felquistes inactives reliée à un réseau basé à Saint-Henri(inactif ou presque[146].
- Début juin, François Lanctôt qui vivait en clandestinité depuis décembre, sous le pseudonyme de Maurice Tardif, est capturé à Verdun[144]. Sa sœur Jacinthe Lanctôt est elle capturée dans un logement rue Iberville dans l'est de Montréal avec deux fugitifs, Fernand Roy et Serge Nadeau[147],[144]. Faute de preuves, on ne pourra inculper le trio pour l'attaque de Saint-Henri-de-Mascouche[144].
- Le 30 août, Reynald Lévesque et Jacques Millette sont capturés à la suite d'une chasse à l'homme après un braquage de 10 000 $ dans une caisse populaire de l'est de Montréal[145]
- Début novembre, une dizaine de suspects liés à deux cellules sont arrêtés[145]. Sois la cellule de Reynald Lévesque et une cellule sur la Rive-Sud de Montréal[145].
- Automne 1972 parution d'une deuxième édition du « journal interne » du F.L.Q., Organisons-nous[148].

## 1974
- Le 18 juin, Normand Roy(ex membre du Réseau Geoffroy et de la Délégation d'Alger) est appréhendé[148].
- Le 26 juillet, une bombe explose à la résidence du président-directeur général de Steinberg, à Ville-Mont-Royal, durant un conflit de travail dans sa compagnie[149]. On retrouve le sang d'un inconnu sur les lieux, mais pas de cadavre, ce qui fait que la police se met à chercher dans les hôpitaux de la région, et découvrira Robert Samson (GRC) quelques jours plus tard.

## 1975
- En juin, Normand Roy est condamné à une peine de 30 mois de prison pour trois attentats à la bombe du Réseau Geoffroy[148].

## 1976
- Le 27 juillet,
- Le 30 juillet, l'agent de la Gendarmerie royale du Canada Robert Samson témoigne en Cour : il affirme que la GRC, en collaboration avec la SQ et le SPCUM, a volé des documents au MDPPQ, à la COOP et à l'Agence de presse libre du Québec. (Il est condamné à 7 ans de prison.)

## 1977
- Le 16 juin, le gouvernement du Québec met sur pied la Commission d'enquête sur des opérations policières en territoire québécois, présidée par Jean Keable.
- Puis la GRC effectue une enquête interne sur ses activités et recommande que le gouvernement fédéral tienne sa propre enquête.
- Le 6 juillet, le gouvernement fédéral met sur pied la Commission d'enquête sur certaines activités de la Gendarmerie royale du Canada, présidée par David Cargill McDonald.
- Le 31 octobre, la Cour suprême du Canada déclare qu'une commission d'enquête provinciale n'a pas la juridiction pour enquêter sur la GRC.

## 1978
- La Ligue des droits et libertés du Québec lance l'Opération Liberté, qui se penche sur les violations de droits faites au nom de la sécurité nationale[149].
- En décembre, Louise Lanctôt et Jacques Cossette-Trudel rentrent de leur exil cubain[4].

## 1979
- Le 26 novembre, publication du premier rapport de la Commission d'enquête McDonald (Sécurité et information : premier rapport).
- Jacques Lanctôt rentre d'exil[4].

## 1980
- Le ministère de la Justice du Québec publie une édition expurgée du Rapport sur les événements d'octobre 1970 de Me Jean-François Duchaîne.
- Le 8 juillet, Nigel Hamer est arrêté pour son rôle dans l’enlèvement de Cross[150]. Il plaide coupable et est condamné à 12 mois de prison assortie d'une sentence de travail communautaire[144].

## 1981
- Publication d'une édition complète du Rapport sur les événements d'octobre 1970 de Me Jean-François Duchaîne.
- Le 26 janvier, publication des deux volumes du second rapport de la Commission d'enquête McDonald (La liberté et la sécurité devant la loi : deuxième rapport).
- Le 15 février, Pierre-Paul Geoffroy est libéré sous conditions après 12 ans d'incarcération[151].
- Le 6 mars, publication du rapport de la Commission d'enquête sur des opérations policières en territoire québécois.
- En août, publication du rapport final de la Commission d'enquête McDonald (Certaines activités de la GRC et la connaissance qu’en avait le gouvernement : troisième rapport).

## 1982
- En septembre Paul Rose est le dernier membre du FLQ à sortir de prison[4].

## 1984
- Raymond Villeneuve est le dernier felquiste à revenir d'exil[4].